# Graphania skelloni
Graphania skelloni är en fjärilsart som beskrevs av Butler 1880. Graphania skelloni ingår i släktet Graphania och familjen nattflyn. Inga underarter finns listade i Catalogue of Life.